# Редукс Неаполитанский
Редукс Неаполитанский (лат. Redux, итал. Reduce; умер 29 марта 582) — епископ Неаполя (579—582); святой, почитаемый в Римско-католической церкви (день памяти — 29 марта).

## Биография
Основной исторический источник о святом Редуксе Неаполитанском — написанная на рубеже VIII—IX веков анонимным автором первая часть «Деяний неаполитанских епископов».
О происхождении и ранних годах жизни Редукса Неаполитанского сведений не сохранилось. Он взошёл на епископскую кафедру Неаполя после Викентия. Его интронизация состоялась 5 марта 579 года.
Об управлении Редуксом Неаполитанской епархией сохранилось очень мало сведений. Сообщается только, что он передал библиотеке, находившейся в кафедральной церкви Святой Реституты, кодекс с составленным Евгиппием собранием сочинений Аврелия Августина. Также известно, что в декабре 581 года Неаполь был в первый раз осаждён лангобардами, возглавлявшимися герцогом Беневенто Зотто.
Редукс скончался 29 марта 582 года, управляя Неаполитанской епархией три года и двадцать четыре дня. Его преемником в епископском сане был Деметрий.
Уже вскоре после смерти Редукс стал почитаться неаполитанцами как святой. Об этом свидетельствует упоминание его имени в мартирологе IX века, автор которого использовал для его составления более ранние церковные источники. День памяти святого Редукса Неаполитанского отмечается 29 марта.